# أمين سليماني
أمين سليماني (بالألمانية: Emin Sulimani)‏ (4 أغسطس 1986 بفيلز في النمسا - ) هو لاعب كرة قدم نمساوي في مركز الوسط. شارك مع منتخب النمسا تحت 21 سنة لكرة القدم. أما مع النوادي، فقد لعب مع أدميرا فاكر مودلينغ وأوستريا فيينا ولاسك لينتس ونادي رييد.

## وصلات خارجية
- أمين سليماني على موقع قاعدة بيانات كرة القدم.إي يو (الإنجليزية)
- أمين سليماني على موقع Soccerway.com (الإنجليزية)
- أمين سليماني على موقع عالم كرة القدم.نت (الإنجليزية)